# 斜展假毛蕨
斜展假毛蕨（学名：Pseudocyclosorus subochthodes?(Ching），为金星蕨科假毛蕨属下的一个植物种。